# Kinowa
Kinowa je talijanska serija stripova koju su stvorili Andrea Lavezzolo i EsseGesse.

## Pozadina
Western serija stripova debitirala je u svibnju 1950. godine, s autorom Andreom Lavezzolom (koji je stripove potpisao kao A. Lawson) i crtežom trija EsseGesse (Pietro Sartoris, Dario Guzzon i Giovanni Sinchetto). Kad je Essegesse otišao crtati druge stripove - kao što seu Veliki Blek i Kapetan Miki - priče o Kinowi ilustrirao je Pietro Gamba. Glavni lik serije je Sam Boyle, čovjek koji je skalpiran i ostavljen jer se mislilo da je mrtav tijekom napada na konvoj u kojem su stradali njegova supruga i sin. Napravio je masku od patkine kože nalik vragu i pretvorio se u osvetničkog duha Kinowa, te progoni potomke svojih napadača.
Stripovi su postigli značajan uspjeh u Turskoj, gdje je Kinowa postao protagonist, između 1971. i 1972. godine, tri zapadno-avanturistička filma (Kinova - Demir Yumruk, Kara Seytan - Kinova 2 i Kam ^ ili Kadin - Kinova 3). Smatra se pokretačem talijanskog zapadno-gotičkog podžanra.